# 깡철이
"깡철이"는 2013년에 개봉한 대한민국의 영화다.

## 캐스팅
- 유아인 : 강철 역
- 김해숙 : 김순이 역
- 김정태 : 상곤 역
- 김성오 : 휘곤 역
- 정유미 : 조수지 역
- 이시언 : 종수 역
- 신정근 : 야가미 역
- 김인우 : 아키토 역
- 배슬기 : 고재숙 역
- 장태성 : 이병희 역
- 김병서 : 폴로티 역
- 김서경 : 츄리닝 역
- 최영성 : 아디다스 역

- 한상현 : 김순경 / 레지던트2 역
- 이동훈 : 이순경 / 병원보안요원 역
- 신창수 : 이라부 역
- 원미연 : 김복심 여사 역
- 양지웅 : 레지던트1 역
- 이성재 : 레지던트3 역
- 박소희 : 간호사1 역
- 이동연 : 간호사2 역
- 길정환 : 병원보안요원 역
- 이승택 : 조무래기1 역
- 이창기 : 조무래기2 역
- 신경주 : 조무래기3 역
- 서은솔 : 일식집 여종업원 역
- 이태영 : 보디가드1 역
- 김켄트 : 보디가드2 역
- 김철웅 : 보디가드3 역
- 류종혁 : 보디가드4 역
- 정민균 : 보디가드5 역
- 유상흘 : 덕성관 주인 역
- 송민정 : 버스승객1 역
- 김평삼 : 버스승객2 역
- 정원혁 : 버스승객3 역
- 이정형 : 버스승객 역
- 이은주 : 버스승객 역
- 박수빈 : 버스승객 역
- 조혜진 : 버스승객 역
- 박순점 : 버스승객 역
- 김가영 : 버스승객 역
- 김나영 : 버스승객 역
- 김소희 : 야가미 여동생 역
- 정흥철 : 야가미 여동생 남편 역
- 이승민 : 야가미 여동생 아들 역
- 심지민 : 야가미 여동생 딸 역
- 이채영 : 단란주점 아가씨1 역
- 하수진 : 단란주점 아가씨2 역
- 이주현 : 단란주점 아가씨3 역
- 김혜주 : 단란주점 아가씨4 역
- 강혜정 : 단란주점 아가씨5 역
- 송금순 : 달동네 미용실 주인 역
- 김영미 : 일식집 중년부인 역
- 권금산 : 참치하역장 작업반장 역
- 천기돌 : 달동네 슈퍼 주인 역
- 박규선 : 달동네 철물점 주인 역
- 황인성 : 고재숙 친구1 역
- 손희정 : 고재숙 친구2 역
- 이동현 : 고재숙 친구3 역

- 송영창 : 환규 역(특별출연)
- 김현숙 : 브로커 역(특별출연)
- 고인범 : 파출소장 역(특별출연)
- 이정헌 : 내과과장 역(특별출연)

## 이모저모
- 영화 오프닝에서 철이 부르는 노래는 김중순 작사·곡의 '부산갈매기'다.
- 부산광역시 올로케이션으로 진행됐으며 영도 산복도로, 송도 앞바다, 감천항 참치 하역장, 암남동 국제 수산물 도매시장 등에서 촬영했다.[1]